# Turośnianka
Turośnianka – rzeka, prawy dopływ Narwi o długości 31,47 km i powierzchni zlewni 137,83 km². 
Rzeka płynie w województwie podlaskim w powiecie białostockim. Przepływa między innymi w okolicach Wólki i przez Turośń Kościelną. Wpada do Narwi na wschód od Baciut.